# Musique folklorique
Ne doit pas être confondu avec Musique folk.
Pour un article plus général, voir Folklore.

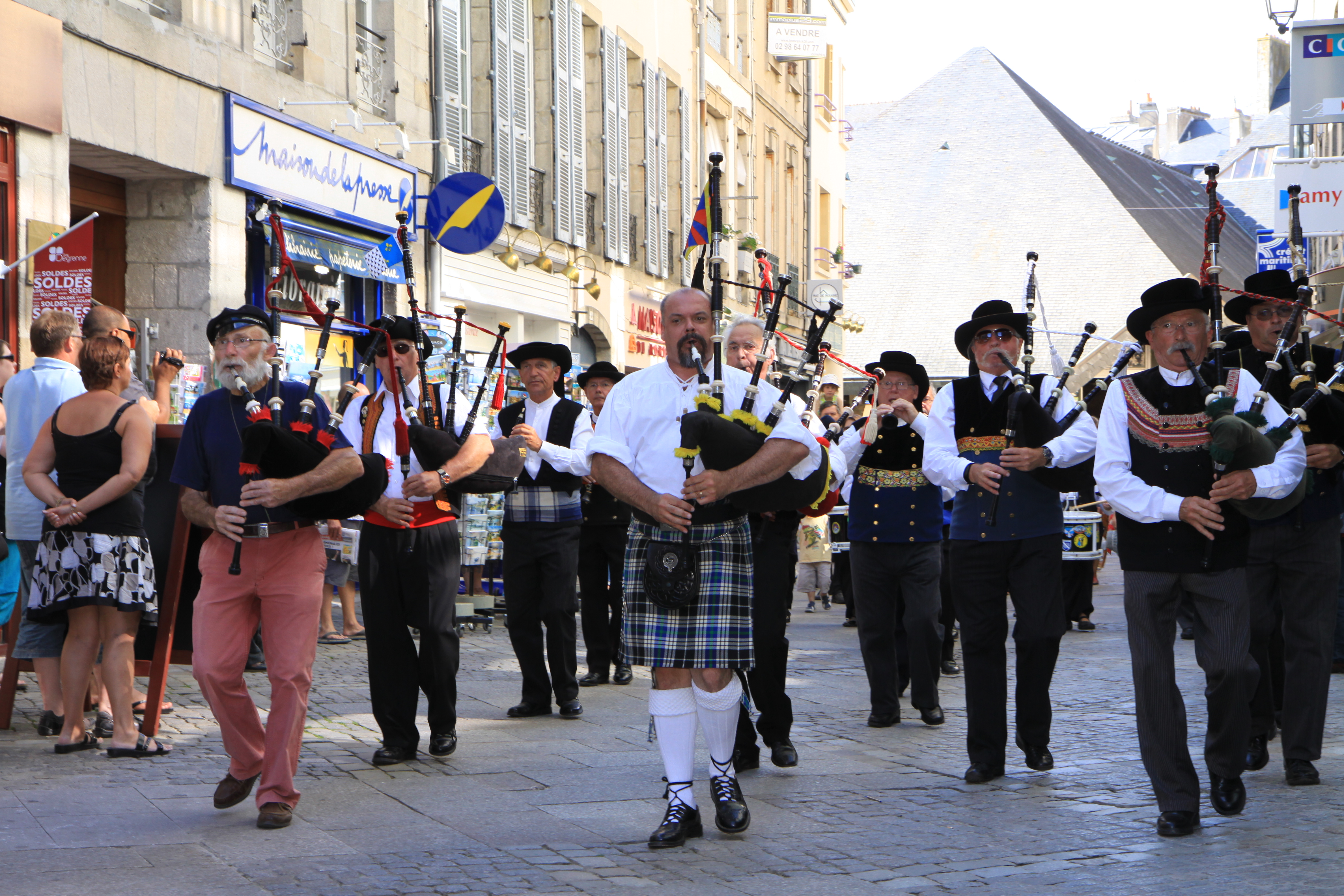
Folklore breton

Étymologiquement, une musique folklorique est une musique propre à un pays, une culture, un peuple, utilisant des instruments typiques de ceux-ci. Il existe de la musique folklorique polonaise, irlandaise, alsacienne, suisse, auvergnate, portugaise…
Cependant, l'expression est surtout employée pour désigner des musiques populaires traditionnelles après qu'elles ont été quelque peu codifiées et édulcorées par des intellectuels (régionalistes, nationalistes) ou la classe au pouvoir (comme ce fut le cas en URSS), et cela à la fin du XIXe siècle et au début du XXe siècle.

## Exemples de danses, airs régionaux et musiques du monde

### Europe centrale
- Autriche :
  - cithare : Anton Karas (Le Troisième Homme), Alfons Bauer (de), Rudi Knabl (de), Georges Marinkovitch (1935) ;
  - hackbrett, rafele, harpe tyrolienne et instruments locaux populaires (xylophone) : Famille Engel (de) (déployant une panoplie de 50 instruments classiques ou régionaux réunis), Tobias Reiser (de) et ses musiciens folkloriques de Salzbourg, Petra Welchenberger.
- Tyrol :
  - yodels virtuoses ou mélodieux : Franzl Lang, Duo Sepp et Leichart, Hilde Ott (Klarinetten Mückl, Danse des bûcherons, La valse de la Neige, Zillertal du bist mein Freud), Mary Schneider (Australienne, yodelisant du classique) ;
  - cuivres et folklore : Konrad Plaikner, Thomas Wendlinger, Toni Sülzbock.
- Schuhplattlers, Clochettes et siffleurs tyroliens : Die Kizbühler Müsikanten, Les musiciens de l'Ammertal, Trio Salvenberg
- Suisse : Ländlerkapelles helvétiques régionales : Jost Ribary (de), Carlo Brunner (de) (saxophone, clarinette et accordéon), Ländlerkapelle Oberalp
- Streichmusik suisses (violons et hackbrett) : Streichmusik Alder, Streichmusik Schmidt - Cor des Alpes - Chœurs d'hommes (la Montanara)
- Harmonicas suisses : Trio Manferdini - Flûte de pan suisse (tous ces styles sont toujours très diffusés sur de nombreuses radios satellites helvétiques comme Eviva ou la DRS)
- Bavière : Fanfares bavaroises : Ernst Mosch, Toni Witt (fête de la Bière à Munich, Ein Prosit Gemütlichkeit), Rolf Schneebiegl (de) et ses musiciens de la Forêt Noire
- Ensembles oberkrainiens : Slavko Avsenik (effectuant la liaison avec les variétés alémaniques baptisées Schlagers, Benny Reiman (le style oberkrainien et les schlagers sont toujours très courants aujourd'hui (spectacles télévisés et radios alémaniques))
- Polkas et obereks polonais : Stéphane Kubiak, François Kmiecik, Patrick Malewicz, Al Soïka, Ray Boutzilek (Héléna polka, Rosamunde)
- Chorales folkloriques polonaises : Ballet Mazowsze, Slask
- Violon et cymbalum tzigane ou magyare hongrois : Sandor Lakatos, Yoska Nemeth, Gyula Toki Horváth, Budapest Gypsy Symphony Orchestra (actuel) (Les Yeux noirs, Czardas de Vittorio Monti) - Chants et danses de Moravie

### Europe orientale
- Flûte de Pan roumaine : Gheorghe Zamfir, Damian Luca (ro), Ion Nicodim (L'Alouette, Sirbas et Doïnas)
- Cymbalum roumain : Gheorghe Radulesco, Toni Iordache - Taragot roumain : Dumitru Fărcaș
- Folklore israélien yiddish klezmer : Talila et ensemble Koh Aviv, Shalom Alechem, Chüss'n Kali Mazeltov, Hava Nagila
- Accordéons bulgares
- Clarinette et chants serbo-croates
- Russie : Orchestres de Balalaïkas, Domras et Bayans soviétiques : Orchestre Boris Alexandrov, Orchestre Ossipov (en) (direction Vitali Gnoutov), Les Cordes d'argent de Saint-Pétersbourg (jeunes musiciens)
- Petits ensembles de balalaïkas russes : Ensembles F Bilek, St-Georges, Wolga, Andreyev, - Ivan Rebroff (Kalinka, Plaine ma plaine, Stenka Razin)
- Danses cosaques : Casatchok (Rika Zaraï), trompette et ensemble Dimitri Dourakine
- Ballet Igor Moïsseïev
- Musiques orientales ou asiatiques européanisées pour le rendre plus accessible au public occidental (réadaptées ou composées par plusieurs orchestres légers ou de variétés comme Ron Goodwin ou Percy Faith)

### Europe du Nord
- Danses et accordéon écossais (Jigs, Reels et Schottish des Highlands), Jim Cameron Dance Band, John Ellis, Jimmy Shand, Box and banjo band,
- Cornemuses et harmonies (Wee Mac Grégor)
- Violons accordéons et grands orchestres de danses écossaises (Scotland the Brave, Amazing Grace)
- Danses irlandaises (celtiques) : The Dubliners, The Chieftains, Taxi Mauve
- Polkas et Hambos de Suède : Karl Grönstedt (sv), Dulcimers suédois

### Europe du Sud
- Mandolines napolitaines (tarentelles et sérénades) (O Sole Mio, Funiculi-Funicula) : Angelo Petisi, Les Mandolines de Napoli, Les Frères Canapelli
- Ocarina ou Fischetto sicilien : Andrea Stocchetti, Antonio Casella, Alberto Rota et son orchestre « campagnard »
- Guitare Flamenco et castagnettes : Los Roméros et son ballet gitan, Manitas de Plata, Paco de Lucía
- Chants d'hommes, mandolines et guitares : la tuna de Universita de Barcelone, Tuna de Faculté complesso de Madrid
- Conjuntos de guitarras portugais (fados) (Avril au Portugal), Raul Nery (pt), Jorge Fontes
- Accordéon et harmonicas portugais
- Jotas, mandolines et guitares des Baléares (Boléro Mallorquinas), ensemble de Valldemosa
- Bouzoukis grecs : Sirtakis de Míkis Theodorákis, Mános Hadjidákis, Yórgos Zambétas, Roberto Delgado (en) (grand orchestre jouant dans ce style) (Zorba le Grec, Les Enfants du Pirée, Roses blanches de Corfou, Milisse mou (Nana Mouskouri))
- Espagne : Zarzuelas (La verbena de la Paloma, El boda de Luis Alonso), English Chamber Orchestra direction Enrique Garcia Asensio, Orchestre Camara de Madrid

### Afrique noire
- Tambourin : groupe folklorique Ama zebra de l'Afrique du sud.
- Tam-tam parlant : groupe folklorique de Dunenyo Zā - Aflao, Agoe, Bè.
- Kora guitare : Les Ballets Malien groupe folklorique du malie depuis 1960.  Bamba bodian et ses frères.
- Tama : groupe culturel de Tom diakité, Djanuno diabo[1].
- Gahu : groupe culturel du Ghana depuis 1900 et de Gblinkomegan (Togo) depuis 1960 jusqu'à nos jours.

### Amérique du Nord
- Banjo, violon fiddle et harmonica bluegrass du Texas (Oh! Suzanna, Red River Valley, Cavaliers rouges, Les cavaliers du ciel, O my darling, La Ballade de Davy Crockett, OK Corall) : Marc Taynor, ayant sonorisé l'intermède du petit train rébus-charade Interlude sur la 1° chaîne de 1960 à 1971, suivi de Maria Héléna par les 50 guitares en 1972, Les Westerners, La famille Hillbilly's, Dead Eyes, The Texas Travellers (harmonicas The Hotvill's), Robert Crumb et ses Cheap Suit Sérénaders (en) (1975 style cow-boy rétro humoristique)(avec piano désaccordé), Yodels "cow-boys".
- Banjo ou mandoline américaine virtuoses : Banjo Paris Session, Mick Larie (Dueling Banjos du film Délivrance)
- Danses québécoises : La Bottine souriante (La Danse à St Dilon (Gilles Vigneault), danse carrée (square dance))
- Musique Cajun de Louisiane : Les Frères Balfa

### Amérique centrale
- Mariachis du Mexique : Trompettes, guitares et violons (instrumental ou avec chants) : Mariachis Miguel Dias, Les Mariachis Vargas de Tecalitlán (La cucaracha, Cielito lindo, La bamba, La raspa, El rancho grande, Jarabe tapatío, Jesusita en Chiwawa, Gualajara, Las bicicletas)
- Marimbas du Guatemala : Marimbas "Chiarpas", Psaltérion mexicain : Pedro Ruis, Raul Diaz, Orgue hammond et mariachis : Juan Torres Robles (es),
- Chants, harpe et accordéon mexicain : Los Tres Paraguayos (it) (Pajaro Campana)

### Amérique latine
- Flûtes, quenas, charango andins : Ensembles Los Incas, Los Calchakis, Los Maracaïbos, Los Quechuas, Quilapayún (El cóndor pasa, Perignino Soy, Alma Llanera, Amor de mis Amores (repris par Édith Piaf : La Foule)), Uña Ramos, flûte péruvienne
- Charango, Cuatro
- Harpes indiennes : Paraguayenne : Roberto Guarani, Ignacio Alderete, Digno García (es) (Colorado, El train lechero, Le vol de l'oiseau clochette)
- Harpe llanera vénézuélienne : Mario Guacaran, Hugo Blanco (es) (Moliendo Café)
- Accordéon et harpe : Raúl Barboza
- Cavaquinho brésilien : Waldir Azevedo

### Îles
- Guitare et ukulélé hawaïens : Rudi Wairata, Harry King Kalapana (Honolulu March),
- Tahiti Bora-Bora : chants et guitares du juillet polynésien (La motogodille (Aloha ʻOe, Antoine))
- Béguine et clarinette créole et antillaise : Stellio (1935), Alfonso (1960) (Dansons la béguine, Adieu foulard, adieu Madras)
- Ségas réunionnaises et mauriciennes

### France
- Accordéon d'Auvergne : Jean Ségurel, Robert Monédière, Georges Cantournet, Didier Mario Garlaschi et sa La Valse Limousine (Les Fiancés d'Auvergne, bourrées), Ensemble de vielles à roue La Morvandelle.
- Accordéon diatonique de bal folk : Marc Perrone
- Bombarde "talabardère" et orgue d'église de Bretagne : Jean-Claude Jégat et Louis Yhuel, Jean Baron et Michel Guesquière
- cabrette d'Auvergne : Antoine Bouscatel, Martin Cayla.
- Harpe celtique : Alan Stivell, dulcimer (La tradition s'est toujours bien perpétuée chez les jeunes de ce folklore au travers des fest-noz souvent télévisés), Cornemuses du Bagad de Lann-Bihoué
- Cuivres champêtre d'Alsace : Fischer Kapelle, Charlie Schaff, Jules Meyer, orchestre folklorique de Strasbourg (D'r Hans im Schnokeloch, le retour des cigognes)
- Savoie : Accordéon et ensembles champêtres : Marius David et ses gais lurons (La Montfarine, Alpage polka), Chorale de la Tarentaise et Bourg-Saint-Maurice, La Fanfare d'Albertville,
- Sardanes catalanes (flaviol, téorbes et ténoras) Cobla de Perpignan, Cobla de Barcelone
- Guitare et mandoline corses : Paulo Quilici, René Vallecale, (Scala di Santa Regina)
- Carillon : Jacques Lannoy (de Douai) (La Paimpolaise, Roses de Picardie (Roses of Picardy)) et fifres des Flandres (Le p'tit Quinquin)
- Guimbarde folk, italienne ou autrichienne
- Fanfares, mandolines et chants basques : Mand Rondalla Maribel, Mand de l'Estudiantina bayonnaise
- Instruments médiévaux : Les Musiciens de Provence, très souvent diffusés durant les périodes de Noël

## Remarques
- Beaucoup d'orchestres de musique légère et de variétés furent inspirés par toutes ces musiques folkloriques de différents pays, pour les réorchestrer soit en reprenant les titres régionaux, soit en composant eux-mêmes dans la nuance du pays, s'ensuivant d'autant de disques différents et variés.
- Il est par ailleurs intéressant de faire remarquer que presque tous les compositeurs classiques composèrent des œuvres s'inspirant des différents folklores.
- Les ensembles folkloriques et instrumentaux (orgue limonaire inclus) eux-mêmes, tout comme les ensembles de cuivres, fanfares et harmonies, n'hésitent pas à jouer également des folklores de pays différents du leur, apportant de nouvelles sonorités souvent originales et inédites.
- De nombreux festivals ont lieu dans différents endroits de toute la France réunissant durant trois jours la période d'été, plusieurs ensembles folkloriques venus de tous pays : Gannat (Allier), fête des Edelweiss à Bourg-Saint-Maurice, s'associant aux défilés de fanfares et harmonies, voire majorettes.
- En Autriche ou Suisse, le nombre de fêtes folkloriques populaires (notamment en septembre, où viennent se réunir, dans le cadre des villages montagnards alpestres, un nombre considérable de familles locales musiciennes, et fanfares) est encore plus important (diffusés souvent par les télévisions satellites alémaniques).
- L'organiste suisse Marcel Cellier se passionna pour le vaste répertoire des différents folklores des pays orientaux de l'Europe centrale (Roumanie, Balkans, ex-Tchécoslovaquie, Serbie-Croatie), encore bien davantage que du principal folklore helvétique de son pays natal. Il ramena de nombreux enregistrements amateurs effectués lui-même sur place avec son magnétophone à bobines au cours des années 1960, qu'il reporta sur disques, rédigeant des commentaires au dos des pochettes, puis présenta vers 1970 des émissions sur France Musique de ces artistes. Avec le flûtiste de Pan roumain Gheorghe Zamfir notamment, il joua en duo à l'orgue d'église accompagnant harmonieusement la flûte, enregistrant plusieurs disques au cours des années 1970.
- Gérard Krémer fut aussi « chasseur de son » durant les années 1970, recueillant pour la société discographique Arion dirigée par Ariane Ségal, d'excellents enregistrements folkloriques très divertissants et pris sur le "vif".
- Le 2e disque Passeport pour Piccolo, Saxo et Compagnie, musique composée et interprétée par l'orchestre de André Popp, remet en valeur de manière ludique et instructive pour les enfants, plusieurs des instruments folkloriques et régionaux, ainsi que les rythmes et musiques caractéristiques de différents pays.